# Général des galères
 (décembre 2021).
Si vous disposez d'ouvrages ou d'articles de référence ou si vous connaissez des sites web de qualité traitant du thème abordé ici, merci de compléter l'article en donnant les références utiles à sa vérifiabilité et en les liant à la section « Notes et références ».
Le général des Galères de France était un grand officier de la couronne de France sous l'ancien Régime. Il exerçait le commandement des galères de France, sous l'autorité de l'amiral de France. Ses pouvoirs sont précisés par Charles IX en 1562.

## Création de la charge
La charge est créée en 1497. Le premier titulaire est Prégent de Bidoux (vers 1468-1528).
En 1521, Bertrand d'Ornézan, Baron de Saint-Blancard, amiral des Mers du Levant, est fait général des galères par François 1er. Il œuvra durant l'Alliance franco-ottomane avec Soliman le Magnifique et Barberousse,,.

## Les titulaires (v.1572-1748)

### 1572-1635: Les Gondi
La charge reste entre les mains de la famille Gondi entre 1572 et 1635.

### 1635-1661: Richelieu et sa famille
Le cardinal de Richelieu rachète le généralat au prix de 560 000 livres en mars 1635 pour son neveu, le marquis de Pontcourlay. Le 17 février 1636, le généralat des galères est réuni à la grande maîtrise des mers, navigation et commerce de France avant d'être à nouveau détaché (1638-1639), tout en restant dans les mains de Richelieu. Un autre neveu du cardinal de Richelieu, Maillé-Brezé, reçoit la charge en 1639 jusqu'à la mort du cardinal (1642). Le généralat passe ensuite au fils de Pontcourlay, Armand Jean de Vignerot du Plessis (1642-1661), petit-neveu du cardinal, dit le duc de Richelieu.

### 1661-1669: le maréchal François de Créquy, proche de Fouquet
Fouquet fait racheter cette charge prestigieuse  à la famille du Vignerot du Plessis au prix de 700 000 livres en 1661 pour la confier à l'un de ses plus proches, François de Blanchefort, marquis de Créqui, gendre de la marquise du Plessis-Bellière, elle-même meilleure amie de Fouquet et sa plus active des conseillères. 

### 1669-1688: le duc de Vivonne, frère de Mme de Montespan
Après sa disgrâce de plusieurs années, par suite de l'arrestation de Fouquet, Créquy cède cette charge en 1669 au profit du duc de Vivonne.
Le généralat des galères passe au duc de Vivonne (1669-1688) entre 1669 et 1688.

### 1688-1694: le duc du Maine, fils de Louis XIV
Le généralat des galères passe en 1688 au duc du Maine (1688-1694).

### 1694-1712: le duc de Vendôme
Le généralat des galères passe en 1694 au duc de Vendôme (1694-1712).

### 1712-1716: le maréchal de Tessé
Le généralat des galères passe en 1712 au maréchal de Tessé (1712-1716).

### 1716-1748: le grand prieur d'Orléans, fils naturel du Régent
et au grand prieur d'Orléans, fils naturel du Régent (1716-1748). 
Le corps des galères est supprimé en septembre 1748 ce qui marque la disparition de la charge de général des Galères.

## Les fonctions de la charge
Le général des Galères s'occupe du commandement militaire des galères. En réalité, comme les amiraux de France, peu de généraux des Galères ont pris la mer, une notable exception étant Maillé-Brézé. Ils restent avant tout terriens. Les fonctions du général des galères sont d'ordre stratégique. Il est aidé dans ses fonctions par des bureaux administratifs dirigés par un secrétaire général des Galères (créé en 1646). Le port des galères a été installé à Marseille en 1665. Le général des Galères est au sommet d'une hiérarchie militaire, le corps des galères, composée aussi bien d'officiers de guerre que d'officiers d'administration. Il est immédiatement secondé par le lieutenant-général des Galères (cf. Trésor du langage des galères, p. 1146, par Jan Fennis, chez Max Niemeyer, 1995). Les officiers généraux sont des chefs d'escadres des galères (36 entre 1674 et 1748), les officiers supérieurs des capitaines des galères, et les officiers subalternes des lieutenants des galères et des enseignes de galères (grade créé en mars 1681).

## Sources et bibliographie
- Père Anselme, Histoire... de la Maison royale de France, des Pairs, Grands Officiers de la Couronne..., tome 7 (1733), in f°, p 921 à 940. Il compte 25 titulaires.
- François Bluche, Dictionnaire du Grand Siècle, Paris, Fayard, 2005 (1re éd. 1990)